# Leon Heyke
Leon Heyke, kasz. Léón Heyke, (ur. 10 października 1885 w Cierzni, zm. 16 października 1939 w Lesie Szpęgawskim pod Starogardem Gdańskim) – polski duchowny katolicki, członek Koła Kaszubologów w Seminarium Duchownym w Pelplinie, poeta, pisarz i publicysta kaszubski, nauczyciel i wychowawca młodzieży.

## Życiorys

### Młodość
Leon Heyke (metrykalnie Leo Heyka) urodził się 10 października 1885 r. w przysiółku Cierznia k. Bieszkowic, na płd. wschód od jez. Zawiat. Podobno za czasów księdza było tam już 7 domów, w których mówiono wyłącznie po kaszubsku. Jego dom rodzinny przetrwał do niedawnych czasów.
Leon był pierwszym z czworga dzieci gospodarza Ferdynanda i Anny z Plotzków. Ojcu zawdzięczał pracowitość, matce – zamiłowanie do kaszubszczyzny. Najpierw chodził do szkółki w Bieszkowicach. Dzięki zdolnościom i poparciu ks. Walentego Dąbrowskiego trafił w 1898 r. do gimnazjum w Wejherowie, gdzie – z roczną przerwą na wojsko – uczył się 7 lat. Maturę zdał 1 marca 1906 r. Należał krótko do kółka filomackiego. W kwietniu 1906 r. zaczął studia teologiczne w Seminarium Duchownym w Pelplinie, gdzie od wiosny 1908 r. należał do Koła Kaszubologów. W lutym 1909 r. wygłosił tam referat poświęcony etymologii nazwy Kaszuby. Rok później spotkał się z Aleksandrem Majkowskim. Już wtedy pisał kaszubskie wiersze. Miał w ogólności naturę melancholijną i samotniczą, choć w różnych wspomnieniach można przeczytać również o innych stronach jego osobowości.

### Początki pracy i twórczości
13 marca 1910 otrzymał święcenia kapłańskie, a dzień później odprawił w Pelplinie swoje prymicje. Trafił do pracy w Lignowach Szlacheckich, a potem do parafii Św. Józefa w Gdańsku. W lutym 1911 r. zaczął studia teologiczne we Fryburgu Bryzgowijskim, a w listopadzie przeniósł się na Uniwersytet Fryderyka Wilhelma we Wrocławiu. Mieszkał w zakładzie zakonnic od Św. Anny. 13 listopada 1912 r. ukończył studia na wydziale teologii katolickiej, a 22 grudnia 1913 r. obronił rozprawę doktorską nt. teologii moralnej listów św. Jana. Rozprawa ta ukazała się po niemiecku w Gdańsku.
We Wrocławiu ks. Heyke nawiązał kontakt z młodokaszubą Janem Karnowskim, spotkał też ponownie Aleksandra Majkowskiego. Debiutował w piśmie Gryf, gdzie w latach 1911–1912 opublikował cykl wierszy Piesnie północny. Zastosował tu swój stały pseudonim, tj. Czernicki, być może od koloru szat kapłańskich. Później poszerzył go do pełnego nazwiska: Stanisław Czernicki. Podpisywał się też inicjałami, rozmaitymi wersjami swego nazwiska lub pseudonimem Cerzón – od nazwy rodzinnej miejscowości. Miał zamiar sam wydawać swe utwory, być może również na łamach własnego pisma – był bowiem dość dobrze sytuowany jako ksiądz – do tego jednak nie doszło.
Był wówczas pierwszym kaszubskim twórcą z północy. Pisał inaczej, stosował inne słownictwo oraz indywidualną pisownię, nad którą też cały czas pracował i którą wielokrotnie zmieniał. Gryf publikował jednak jego wiersze we własnej pisowni, co ochłodziło stosunki między poetą a kręgiem Majkowskiego. Po wojnie Heyke wrócił na łamy Gryfa i współpracował z jego autorami. Powszechnie jest uważany za „trzeciego” z wielkich młodokaszubów, choć w pracach Towarzystwa nie brał udziału i ogólnie dystansował się od kaszubskiego środowiska literackiego i naukowego.
Pracę doktorską pisał na bliskiej sobie „Północy”. Od listopada 1912 r. pracował w Chojnicach, a w marcu 1913 r. trafił do parafii w Lubawie. Po obronie odbywał wycieczki samochodowe po Kaszubach. Tu zbierał podania, baśnie i legendy ludowe, studiował też język regionu. Wojna przerwała mu tę działalność. Został kapelanem polowym i sanitariuszem. Dwa lata służył w szpitalu Chełmnie, a potem w Czarnem. Sam podupadł tam na zdrowiu.

### W wolnej Polsce
Po odzyskaniu niepodległości ks. dr Leon Heyke włączył się w tworzenie polskiego życia społecznego i religijnego. Był kolejno wikarym w Chmielnie, w Stężycy, w Wygodzie u Św. Józefa i w Kartuzach. Stałe miejsce pracy i posługi znalazł w Kościerzynie. W latach 1920–1935 był kapelanem i nauczycielem religii (prefektem) oraz francuskiego w Państwowym Seminarium Nauczycielskim Męskim, a po jego likwidacji – w Państwowym Gimnazjum i Liceum im. J. Wybickiego, które zajęło jego budynek. Uczył też w Państwowej Szkole Ćwiczeń przy seminarium, prowadził kółka, organizował widowiska i uroczystości, a od 1924 r. do wojny prowadził szkolną Sodalicję Mariańską. Miał szeroką wiedzę i w zastępstwie prowadził lekcje z różnych przedmiotów, a z wielką pasją opowiadał uczniom o historii i kulturze Kaszub. Działał też na szerszym forum, był aktywnym organizatorem, korespondentem, badaczem, twórcą i publicystą. Jego pracowitość podkreślają wszystkie świadectwa ludzi, którzy go znali, a wychował on liczną rzeszę ludzi oddanych regionowi i kaszubszczyźnie.
Zaraz po wojnie opublikował kolejne swe wiersze w Gryfie. Trafiły one do tomu Kaszëbski spiewe, który poeta wydał samodzielnie w Chojnicach na przeł. 1927/28 r. Napisał też wtedy kilka tłumaczeń, artykułów historycznych, m.in. o księciu Świętopełku Wielkim, i anegdot kaszubskich pt. Bardzenskji wergle dla kościerskiego pisma Druh, które redagował w latach 1922–1923. Zaczął pisać wielki poemat Dobrogost i Miłosława, którego cz. I ukazała się na łamach Pomorza w l. 1923–1925. Miał on ponoć zainspirować A. Majkowskiego do pracy literackiej, której owocem stało się Życie i przygody Remusa.
Mimo konfliktu z J. Karnowskim, redaktorem toruńskiego Mestwina, drugą część poematu Heyke opublikował właśnie tam w latach 1926–1928, oraz wydał ją w Toruniu samodzielnie pt. Wojewoda. Cz. III zaczął drukować w Gryfie (1931–1933), a kontynuował w Kaszubach (1938–1939), których ostatni numer spalili Niemcy. Po wojnie przez lata poszukiwano możliwie kompletnego zestawu tych edycji; zajmował się tym m.in. Leon Roppel. W formie książkowej poemat opublikowano dopiero w 1999 r.
18 sierpnia 1929 przemawiał w Kartuzach na zjeździe założycielskim Zrzeszenia Regjonalnego Kaszubów. 5 października 1931 r. był na odsłonięciu pomnika Hieronima Derdowskiego w Wielu. W sierpniu 1932 r. ksiądz był kapelanem Światowego Zlotu Skautów Wodnych w Garczynie. Rok później (możliwe że nie jedyny raz w swym kaszubskim życiu) był na Kalwarii Wejherowskiej z doroczną pielgrzymką.
W poł. 1931 r. wydał w Kościerzynie Podania kaszubskie. Ogłosił też dwie szołobułki, czyli sztuki sceniczne oparte na zabawnych anegdotach, które były wielokrotnie z powodzeniem wystawiane przez amatorskie zespoły teatralne. Agust Szloga miał premierę w 1932 r. w Kościerzynie, a w wersji książkowej ukazał się w Kartuzach w 1935 r. Katilinę natomiast przedstawiono w Kościerzynie 26 kwietnia 1936 r., a wydano w Kartuzach rok później. Wystawiano je również po wojnie, a ich wspólne wydanie ukazało się w 2002 r. Oprócz nich autor miał w planie jeszcze trzeci taki utwór, Mądri Dega, po którym nie został jednak żaden ślad.
Lata 30. to okres wyraźnego rozwoju prasy regionalnej. Praktycznie we wszystkich czasopismach kaszubskich znajdziemy wiersze ks. Leona. Oprócz Gryfa i Kaszub drukowały go też m.in. Gryf Kaszubski, Zrzesz Kaszëbskô i Klëka. W większości były to jednak przedruki. Cykl 10 oryginalnych artykułów księdza na tematy kaszubskie opublikował toruński Głos Literacko-Naukowy w 1935 r. Heyke dał im tytuł Sfinks kaszubski, którym to mianem czasami się i jego teraz określa.
Poza nimi ogłosił wtedy parę recenzji, kilka szkiców z dziedziny katechezy oraz Zarys dziejów i działalności Państwowego Seminarium Nauczycielskiego Męskiego w Kościerzynie, który wydał z Franciszkiem Żurkiem w 1935 r. 14 lutego 1936 r. jego wiersze zabrzmiały na antenie Rozgłośni Pomorskiej PR. W czerwcu 1938 r. ta sama antena nadała słuchowisko Gbur i sztudeńce na podst. Katiliny ks. Heykego. Jego twórczości okolicznościowe artykuły poświęciły m.in. Zrzesz Kaszëbskô i Teka Pomorska; ksiądz doktor przekroczył już wówczas wszak pięćdziesiątkę.
Ostatnie lata jegp życia upłynęły pod znakiem intensywnej pracy zawodowej i twórczej. Spod klawiszy jego maszyny do pisania spływały kolejne strofy Dobrogosta i Miłosławy, które autor partiami też przekazywał do druku. Na czas ten nałożyły się też cienie. Dużym wstrząsem była dla księdza śmierć Aleksandra Majkowskiego. 14 lutego 1938 r. w Kartuzach uczestniczył on w jego pogrzebie. Starał się zaopiekować jego biblioteką, rękopisami i korespondencją. Poświęcił mu obszerne wspomnienie w piśmie Kaszuby, wspominał go też w korespondencji z Andrzejem Bukowskim.
Napięcia między głównymi figurami ruchu kaszubskiego miały wtedy już szersze tło, tj. kwestię kaszubską. Heyke nie uznawał filozofii zrzeszeńców i krytykował próby tworzenia narodu i języka kaszubskiego, czemu dał m.in. wyraz w satyrycznym wierszu Literackosc? Z czasem przekonał się do szczerych intencji młodych działaczy i zbliżył do kręgu ZK, a nawet zaczął pisać po kaszubsku w ich pisowni. Połączył go z nimi Feliks Marszałkowski, który z kolei zachował bardzo pozytywne zdanie o księdzu i zadbał też o pamięć o nim. Spotkanie działaczy miało miejsce w Gowidlinie 6 czerwca 1939 r., przy okazji prymicji ks. Franciszka Gruczy. Miesiąc później ksiądz odwiedził grób Floriana Ceynowy w Przysiersku. O Ceynowie pisał w artykule dla Głosu, parokrotnie czynił też starania o zabezpieczenie resztek jego biblioteki, co się ostatecznie nie powiodło.

### Wybuch wojny i śmierć
Plany działaczy i ks. Heykego przerwała wojna. W pierwszych dniach września ksiądz Leon udał się na południe, zamierzając wstąpić w szeregi wojska. Zatrzymał się w miejscowości Wda, gdzie został aresztowany przez Niemców. Osadzono go w więzieniu w Starogardzie Gd., a 16 października 1939 r. zamordowano w Lesie Szpęgawskim. Jego symboliczny grób znajduje się na cmentarzu w Kielnie, obok mogiły jego rodziców.

## Résumé
Leon Heyke wniósł olbrzymi wkład do rozwoju literatury kaszubskiej, dodając jej północną nutę. Był przede wszystkim lirykiem. Kontynuował formy wielkie i drobne, pisał fraszki, obrazki, impresje, skargi i wyznania, ale również utwory ideowe, w tym Hymn kaszubski (1931), oraz swe główne dzieło – wielki poemat historyczny, którego to gatunku był na Kaszubach prekursorem. Należy pamiętać też o jego pracy uświadamiającej i wychowawczej na Kaszubach. Zrządzeniem losu okazał się on łącznikiem wielu grup i pokoleń kaszubskich twórców i działaczy, a jego sztuka żyje i łączy ich dalej.
Jego twórczość i osoba wywarła duży wpływ na młodszą generację pisarzy kaszubskich, w tym na Aleksandra Labudę, Jana Trepczyka i Stanisława Jankego.

## Dziedzictwo i upamiętnienie
Pamięć o księdzu Leonie przetrwała trudne lata powojenne. Pisali o nim m.in. Andrzej Bukowski, Lech Bądkowski, Stanisław Pestka i Jan Drzeżdżon. W 80-lecie jego urodzin przypomniano go w prasie, a Szkole Podstawowej nr 2 w Kościerzynie nadano jego imię. Zaplanowano wydanie jego utworów, których przygotowaniem zajął się Leon Roppel. Udało się wydać jego wiersze, które jako Kaszëbsczié spiewë miały 2 edycje w 1972 i 1978 r. Postać ich autora omówiono wtedy w regionalnych wydawnictwach encyklopedycznych i szkicach nt. literatury kaszubskiej, ukazało się też kilka tekstów prasowych.
27 września 1981 r. odsłonięto tablicę w kościele w Wygodzie, gdzie L. Heyke krótko pracował. W 1982 r. postawiono okazałe popiersie ks. Heykego przed kościołem Św. Trójcy w Kościerzynie, a jego kopię przekazano szkole jego imienia. Dwa lata później w kościele w Kielnie odsłonięto pamiątkową tablicę, a 22 października 1989 umieszczono wspomnianą mogiłę na tamtejszym cmentarzu. Tablic, sztandarów, obelisków poświęconych księdzu lub zawierających cytaty z jego wierszy jest więcej. Mamy takie np. w Borowym Młynie i Nowym Dworze Wejherowskim. 11 listopada 2010 w Luzinie uroczyście odsłonięto zrekonstruowany pomnik przedwojennego Towarzystwa Powstańców i Wojaków, uzupełniwszy go  najpopularniejszym czterowierszem L. Heykego z jego utworu pt. Swiat kaszëbsczi: Tu je mòja mòc i chwała / Mégò serca swiãti dzél / W jegò służbie jô sã trawiã / Zdrzãcë w jegò wiôldżi cél. Z tytułem jego książki pokrywa się też organizowany tu od ponad 10 lat Festiwal Piosenki Kaszubskiej Kaszëbsczé Spiéwë.
8 czerwca 1992 jego imię przyjęła Gminna Biblioteka Publiczna w Szemudzie. Z tej okazji Bolesław Bork opublikował szkic biografii poety pt. Piesniodzej lesôcczich strón. Poważna przymiarka do tego tematu ukazała się 6 lat później, gdy Stanisław Janke opublikował obszerną broszurę Poeta z kaszubskiej nocy, skupiając się jednak głównie na detalicznym omówieniu biografii poety. Ukazały się też jego listy.
Szkice o twórczości L. Heykego napisali m.in. Jan Drzeżdżon, Tadeusz Linkner, Ferdinand Neureiter i Leon Roppel, omówiono ją natomiast dokładnie na seminarium w Wejherowie, którego materiały ukazały się pt. Świętopełk literatury kaszubskiej. Nałożyło się to na ponowne zainteresowanie Leonem Heykem i reedycje jego utworów. Ich pełne poznanie, rozpoznanie i ocena to jednak sprawa przyszłości.
W Szczecinie istnieje ulica Leona Heyki, położona na przeciwległym brzegu Odry, naprzeciwko szczecińskiego dworca kolejowego na wyspach Kępa Parnicka i Wyspa Zielona, połączonych z centrum miasta mostem. Ulica ks. Heykego znajduje się też w jego rodzinnej Cierzni oraz w Kościerzynie.

## Ordery i odznaczenia
- Złoty Krzyż Zasługi (29 kwietnia 1930)[1]
- Srebrny Wawrzyn Akademicki (4 listopada 1937)[2]

## Twórczość
- Piesnie północny, 1911–1912
- Die Moraltheologie der sieben apokalyptischen Sendschreiben, Gdańsk 1913
- Bardzenskji wergle, 1922–1923
- Kaszëbski Spiewe, Chojnice 1927[3]
- Wojewoda, cz. II, Toruń 1928[4]
- Podania kaszubskie, Kościerzyna 1931[5]
- Zarys dziejów i działalności Państwowego Seminarium Nauczycielskiego Męskiego w Kościerzynie, Kościerzyna 1935
- Sfinks kaszubski, 1935
- Agust Szloga, Kartuzy 1935[6]
- Katilina, Kartuzy 1937[7]
- Kaszëbsczié spiewë, Gdańsk–Wejherowo 1972, 1978
- Dobrogòst i Miłosława, Gdańsk 1999
- Kaszëbsczé spiewë, Gdańsk 1999
- Szôłôbùłki. Agùst Szlôga, Katilina, Gdańsk 2002